# Verkiezingen voor het Europees Parlement 2004/Kandidatenlijst/Partij voor de Dieren
Hieronder volgt de kandidatenlijst voor de Europese Parlementsverkiezingen 2004 van Partij voor de Dieren

## De lijst
1. Marianne Thieme
2. Bernd Timmerman
3. Marjolein de Rooij
4. Claudi Hulshof
5. Jasmijn de Boo
6. Wietse Haak
7. Rita Stockmann-van Leeuwen
8. Ton Dekker
9. Marleen Drijgers
10. Henk Keilman
11. Dirk Boon
12. Paul Cliteur
13. Gerti Bierenbroodspot
14. Mensje van Keulen
15. Belinda Meuldijk
16. Martin Gaus
17. Jan Wolkers
18. Rudy Kousbroek